# VTT cross-country féminin aux Jeux olympiques d'été de 2012
Navigation
Pékin 2008 Rio de Janeiro 2016
Le cross-country VTT féminin, épreuve de vélo tout terrain des Jeux olympiques d'été de 2012, a lieu le 11 août 2012 sur le site de Hadleigh Farm.

## Programme
Tous les temps correspondent à l'UTC+1
| Date                | Horaire | Manche |
| ------------------- | ------- | ------ |
| Samedi 11 août 2012 | 12 h 30 | Finale |

## Résultats
La liste des participantes est publiée le 26 juillet.
La Polonaise Maja Włoszczowska, parmi les favorites, ne participe pas à la course en raison d'une blessure au pied plusieurs semaines avant l'épreuve.
| Rang | Cycliste               | Pays               | Temps           |
| ---- | ---------------------- | ------------------ | --------------- |
| 1    | Julie Bresset          | France             | 1 h 30 min 52 s |
| 2    | Sabine Spitz           | Allemagne          | 1 h 31 min 54 s |
| 3    | Georgia Gould          | États-Unis         | 1 h 32 min 0 s  |
| 4    | Irina Kalentieva       | Russie             | 1 h 32 min 33 s |
| 5    | Esther Süss            | Suisse             | 1 h 32 min 46 s |
| 6    | Alexandra Engen        | Suède              | 1 h 33 min 8 s  |
| 7    | Aleksandra Dawidowicz  | Pologne            | 1 h 33 min 20 s |
| 8    | Annie Last             | Grande-Bretagne    | 1 h 33 min 47 s |
| 9    | Catharine Pendrel      | Canada             | 1 h 34 min 28 s |
| 10   | Tanja Žakelj           | Slovénie           | 1 h 34 min 41 s |
| 11   | Lea Davison            | États-Unis         | 1 h 35 min 14 s |
| 12   | Shi Qinglan            | Chine              | 1 h 35 min 28 s |
| 13   | Yana Belomoyna         | Ukraine            | 1 h 35 min 46 s |
| 14   | Kateřina Nash          | République tchèque | 1 h 36 min 22 s |
| 15   | Elisabeth Osl          | Autriche           | 1 h 36 min 47 s |
| 16   | Adelheid Morath        | Allemagne          | 1 h 37 min 17 s |
| 17   | Eva Lechner            | Italie             | 1 h 37 min 36 s |
| 18   | Karen Hanlen           | Nouvelle-Zélande   | 1 h 37 min 54 s |
| 19   | Katrin Leumann         | Suisse             | 1 h 38 min 23 s |
| 20   | Rie Katayama           | Japon              | 1 h 38 min 26 s |
| 21   | Janka Števková         | Slovaquie          | 1 h 39 min 5 s  |
| 22   | Paula Gorycka          | Pologne            | 1 h 39 min 18 s |
| 23   | Blaža Klemenčič        | Slovénie           | 1 h 39 min 42 s |
| 24   | Emily Batty            | Canada             | 1 h 40 min 37 s |
| 25   | Rebecca Henderson      | Australie          | 1 h 41 min 35 s |
| 26   | Pauline Ferrand-Prévot | France             | 1 h 42 min 21 s |
| 27   | Barbara Benkó          | Hongrie            | 1 h 43 min 24 s |
| 28   | Candice Neethling      | Afrique du Sud     | 1 h 45 min 3 s  |
| –    | Gunn-Rita Dahle Flesjå | Norvège            | Abandon         |
| –    | Laura Abril            | Colombie           | Abandon         |
| –    | Annika Langvad         | Danemark           | Non partante    |
| –    | Maja Włoszczowska      | Pologne            | Non partante    |